# Al-Shabab SC
O Al-Shabab SC é um clube de futebol kuwaitiano com sede em Al Ahmadi. A equipe compete na Campeonato Kuwaitiano de Futebol.

## História
O clube foi fundado em 1963.